# Бучино-Мікоси
Бучино-Мікоси (пол. Buczyno-Mikosy) — село в Польщі, у гміні Високе-Мазовецьке Високомазовецького повіту Підляського воєводства.
Населення — 54 особи (2011).
У 1975-1998 роках село належало до Ломжинського воєводства.

## Демографія
Демографічна структура станом на 31 березня 2011 року:
|          | Загалом | Допрацездатний вік | Працездатний вік | Постпрацездатний вік |
| -------- | ------- | ------------------ | ---------------- | -------------------- |
| Чоловіки | 26      | 7                  | 14               | 5                    |
| Жінки    | 28      | 3                  | 20               | 5                    |
| Разом    | 54      | 10                 | 34               | 10                   |